# Walkenstein (Herrschaft)
Die Herrschaft Walkenstein war eine Grundherrschaft im Viertel ober dem Manhartsberg im Erzherzogtum Österreich unter der Enns, dem heutigen Niederösterreich.

## Ausdehnung
Die Herrschaft umfasste zuletzt die Ortsobrigkeit über Walkenstein, Kainreith, Rodingersdorf, Kühnring, Fugnitz, Hötzelsdorf und Altwaidhofen. Der Sitz der Verwaltung befand sich im Schloss Walkenstein.

## Geschichte
Der letzte Inhaber der Stiftsherrschaft war Franz Karl Schlegl in seiner Funktion als Abt des Prämonstratenserstifts Geras, bevor die Herrschaft mit den Reformen 1848/1849 aufgelöst wurde.